# Голя (Більський повіт)
Голя (пол. Hola) — село в Польщі, у гміні Біла Підляська Більського повіту Люблінського воєводства.
Населення — 151 особа (2011).
У 1975-1998 роках село належало до Білопідляського воєводства.

## Демографія
Демографічна структура станом на 31 березня 2011 року:
|          | Загалом | Допрацездатний вік | Працездатний вік | Постпрацездатний вік |
| -------- | ------- | ------------------ | ---------------- | -------------------- |
| Чоловіки | 66      | 18                 | 39               | 9                    |
| Жінки    | 85      | 28                 | 44               | 13                   |
| Разом    | 151     | 46                 | 83               | 22                   |